# Baron Samedi Conducts the Onion Philharmonique
Baron Samedi Conducts the Onion Philharmonique was het debuutalbum van de Belgische band Flowers for Breakfast. Het werd uitgebracht in 1996.

## Tracklist[1]
1. Jona
2. Quicksand Valley
3. June
4. Julius Caesar
5. Onions
6. Tukepooh
7. Shout
8. Ooh Yeah (Sax Version)
9. One Man Show
10. Cannonball Theory
11. Cloack
12. The Knight
13. Game Over
14. Cactus Tree
15. Vieux Dieux